# Huỳnh Thành Đạt
Huỳnh Thành Đạt (sinh ngày 26 tháng 8 năm 1962) là một chính trị gia. Ông hiện là Ủy viên Trung ương Đảng khóa XIII, Phó Trưởng ban Tuyên giáo và Dân vận Trung ương.
Ông từng là Bộ trưởng Bộ Khoa học và Công nghệ Việt Nam; đại biểu Quốc hội khóa XII (2007-2011) và khóa XIII (2011-2016), khóa XIV nhiệm kì 2016-2021 thuộc đoàn đại biểu Thành phố Hồ Chí Minh, Ủy viên Ủy ban Văn hóa, Giáo dục, Thanh niên, Thiếu niên và Nhi đồng của Quốc hội ; Giám đốc Đại học Quốc gia TP.HCM (2017-2021).

## Xuất thân
Ông Huỳnh Thành Đạt, sinh ngày 26 tháng 8 năm 1962 tại xã An Định, huyện Mỏ Cày, tỉnh Bến Tre.

## Giáo dục
Từ tháng 8 năm 1981 đến tháng 9 năm 1986: Ông là sinh viên theo học tại Trường Đại học Tổng hợp thành phố Hồ Chí Minh (nay là Trường Đại học Khoa học Tự nhiên, Đại học Quốc gia Thành phố Hồ Chí Minh);
Từ tháng 9 năm 1986 đến tháng 12 năm 1986: Ông theo học khóa Sĩ quan dự bị tại Trường Quân chính Quân khu 7;

## Sự nghiệp
Từ tháng 1 năm 1987 đến tháng 7 năm 1996: Ông là cán bộ giảng dạy tại Trường Đại học Tổng hợp thành phố Hồ Chí Minh. Ông gia nhập Đảng Cộng sản Việt Nam vào ngày 20 tháng 9 năm 1990.
Từ tháng 7 năm 1996 đến tháng 11 năm 1996: Ông là Phó Trưởng phòng Tổ chức Hành chánh Trường Đại học Khoa học Tự nhiên, Đại học Quốc gia Thành phố Hồ Chí Minh;
Từ tháng 11 năm 1996 đến tháng 8 năm 2001: Ông là Trưởng phòng Tổ chức Hành chính Trường Đại học Khoa học Tự nhiên, Đại học Quốc gia Thành phố Hồ Chí Minh;
Từ tháng 8 năm 2001 đến tháng 5 năm 2004: Ông là Chánh Văn phòng Đại học Quốc gia Thành phố Hồ Chí Minh, Đảng ủy viên cơ quan Văn phòng Đại học Quốc gia thành phố Hồ Chí Minh;
Từ tháng 5 năm 2004 đến tháng 10 năm 2015: Ông là Phó Giám đốc Thường trực Đại học Quốc gia thành phố Hồ Chí Minh, Phó Bí thư Đảng ủy Đại học Quốc gia thành phố Hồ Chí Minh, Bí thư Đảng ủy cơ quan Đại học Quốc gia thành phố Hồ Chí Minh.
Từ tháng 10 năm 2015 đến tháng 10 năm 2016: Ông là Thành ủy viên Thành phố Hồ Chí Minh, Bí thư Đảng ủy, Phó Giám đốc Thường trực Đại học Quốc gia thành phố Hồ Chí Minh.
Ông Huỳnh Thành Đạt được Ủy ban Mặt trận Tổ quốc Việt Nam thành phố Hồ Chí Minh giới thiệu ra ứng cử Đại biểu Quốc hội khóa XIII, đơn vị bầu cử số 4: Quận 5, quận 10, quận 11.
Tại Đại hội Đại biểu toàn quốc Đảng Cộng sản Việt Nam lần thứ XII, ông được bầu làm Ủy viên Ban Chấp hành Trung ương Đảng Cộng sản Việt Nam khoá XII.
Từ tháng 10 năm 2016 đến tháng 1 năm 2017: Ông là Ủy viên Trung ương Đảng khóa XII, Thành ủy viên, Bí thư Đảng ủy, Phó Giám đốc Thường trực Đại học Quốc gia thành phố Hồ Chí Minh.
Ngày 6 tháng 1 năm 2017, Thủ tướng Nguyễn Xuân Phúc đã ký quyết định bổ nhiệm ông Huỳnh Thành Đạt, Ủy viên Trung ương Đảng, Phó Giám đốc Thường trực Đại học Quốc gia TP. HCM giữ chức vụ Giám đốc Đại học Quốc gia TP.HCM.
Ngày 12 tháng 10 năm 2020, Ông Huỳnh Thành Đạt - Bí thư Đảng ủy, Giám đốc Đại học Quốc gia TPHCM đã được Bộ Chính trị quyết định về nhận công tác tại Bộ Khoa học và Công nghệ và để Quốc hội xem xét bầu làm Bộ trưởng Bộ Khoa học và Công nghệ.
Ngày 12 tháng 11 năm 2020, tại kỳ họp thứ 10 của Quốc hội khóa XIV được Quốc hội phê chuẩn, Chủ tịch nước bổ nhiệm giữ chức Bộ trưởng Bộ Khoa học và Công nghệ, nhiệm kỳ 2016-2021.
Ngày 30 tháng 1 năm 2021, tại Đại hội đại biểu toàn quốc lần thứ XIII của Đảng, ông được bầu là Ủy viên Trung ương Đảng khóa XIII, nhiệm kỳ 2021-2026.
Ngày 28 tháng 7 năm 2021, tại kỳ họp thứ nhất của Quốc hội khóa XV được Quốc hội phê chuẩn, Chủ tịch nước bổ nhiệm giữ chức Bộ trưởng Bộ Khoa học và Công nghệ, nhiệm kỳ 2021-2026.
Ngày 17 tháng 2 năm 2025, Ban Tuyên giáo và Dân vận Trung ương tổ chức Hội nghị công bố Quyết định của Bộ Chính trị về công tác cán bộ. Tại Hội nghị, Phó Trưởng Ban Tổ chức Trung ương Phan Thăng An đã công bố Quyết định của Bộ Chính trị về việc điều động, phân công, bổ nhiệm ông giữ chức Phó Trưởng Ban Tuyên giáo và Dân vận Trung ương.

## Danh hiệu
Ông đã được tặng thưởng: 
- Huân chương Lao động hạng ba
- Huy chương "Vì thế hệ trẻ"
- Bằng khen của Thủ tướng Chính phủ năm 2005
- Bằng khen của Bộ trưởng Bộ Giáo dục và Đào tạo năm 2003
- Chiến sĩ thi đua cấp Bộ năm 2006
- Chiến sĩ thi đua toàn quốc năm 2009
- Công dân Đồng Khởi Tiêu biểu (được Tỉnh ủy, UBND tỉnh Bến Tre trao tặng nhân dịp kỷ niệm 62 năm Bến Tre Đồng Khởi)